# Lumding
Lumding là một thành phố và là nơi đặt ban đô thị (municipal board) của quận Nagaon thuộc bang Assam, Ấn Độ.

## Địa lý
Lumding có vị trí 25°45′B 93°10′Đ / 25,75°B 93,17°Đ Nó có độ cao trung bình là 125 mét (410 feet).

## Nhân khẩu
Theo điều tra dân số năm 2001 của Ấn Độ, Lumding có dân số 25.184 người. Phái nam chiếm 52% tổng số dân và phái nữ chiếm 48%. Lumding có tỷ lệ 56% biết đọc biết viết, thấp hơn tỷ lệ trung bình toàn quốc là 59,5%: tỷ lệ cho phái nam là 58%, và tỷ lệ cho phái nữ là 53%. Tại Lumding, 10% dân số nhỏ hơn 6 tuổi.